# 趙長民
趙長民，陕西兴平人，清朝政治人物。举人出身。
乾隆十六年（1751年），擔任清朝廣州府新安縣知縣。后由胡垣接任。